# Complete Chess Masters: 1950–1967
Complete Chess Masters: 1950–1967 ist eine CD-Box mit fünf CDs, die die Aufnahmen von Little Walter, einem der stilbildenden Musiker des Chicago Blues, für Chess Records beinhaltet. Die Laufzeit beträgt 361:43 min. Erschienen ist die CD-Box bei Hip-o Select, sie enthält ausführliche Linernotes von  Tony Glover, Scott Dirks und Ward Gaines, den Autoren der Biographie „Blues With A Feeling - The Little Walter Story“ sowie verschiedene Fotos.

## Allgemeines
Die Box enthält  fünf CDs, die sämtliche Aufnahmen Little Walters für die Chicagoer Plattenfirma Chess Records enthalten. Neben den großen Hits wie Juke, My Babe oder Mean Old World finden sich auch Alternate Takes verschiedener Songs und einige bisher unveröffentlichte Aufnahmen, darunter zwei mit Bo Diddley („Feel So Bad“ und „Make It Alright“). Zu seinen Begleitmusikern gehört ein „Who is Who“ des Chicago Blues, so zum Beispiel Muddy Waters, Willie Dixon, Otis Spann und Buddy Guy, aber auch weniger bekannte wie Louis und David Myers, Fred Below und Luther Tucker. Anfang der 1950er Jahre hatte Walter bereits einige Erfahrung als Mundharmonikaspieler in der Band von Muddy Waters, mit dem Erfolg von Juke konnte er sich als Bandleader etablieren und nahm bis zu seinem Tod bei Chess Records auf. Die Box ist eine willkommene Veröffentlichung für Sammler, für Bluesliebhaber, die Little Walter erst noch entdecken müssen, eignet sich eine Sammlung wie z. B. His Best (Chess 50th Anniversary Collection) besser, da in der Box auch die späten 1960er Jahre dokumentiert sind, in denen er aus persönlichen Gründen nicht mehr auf dem Höhepunkt seiner Schaffenskraft war. Die CD-Box erhielt den Grammy 2010 als „Best Historical Release“.

## Tracklist
| CD 1: - 1. Evans Shuffle - 2. Juke - 3. Juke - (alternate take) - 4. Can't Hold Out Much Longer - 5. Can't Hold Out Much Longer - (alternate take) - 6. Blue Midnight - (alternate take) - 7. Blue Midnight - 8. Boogie - 9. Mean Old World - 10. Sad Hours - 11. Fast Boogie - 12. Fast Boogie (Alternate Take 1)* - (previously unreleased) - 13. Fast Boogie (Alternate Take 2)* - (previously unreleased) - 14. Fast Boogie (Alternate Take 3) - 15. Don't Need No Horse - 16. Driftin' - 17. Driftin' (Alternate Take)* - (previously unreleased) - 18. Don't Have To Hunt No More - 19. Crazy Legs - 20. Tonight With a Fool - 21. Off the Wall - (alternate take) - 22. Off the Wall - 23. Tell Me Mama - 24. Quarter To Twelve - 25. That's It | CD 2: - 1. Blues With a Feeling - 2. Last Boogie - 3. Too Late - 4. Fast Boogie - 5. Lights Out - 6. Fast Large One - 7. You're So Fine - 8. My Kind of Baby - 9. Come Back Baby - 10. Rocker - 11. I Love You So (Oh Baby) - 12. Oh Baby - 13. I Got To Find My Baby - (alternate take) - 14. I Got To Find My Baby - 15. Big Leg Mama - 16. My Babe (Mercy Babe) - 17. Last Night [First Version] - 18. You'd Better Watch Yourself - 19. Blue Light - 20. Instrumental - 21. Last Night - 22. Mellow Down Easy - 23. My Babe - 24. My Babe [Overdubbed Version] | CD 3: - 1. Thunderbird - 2. Roller Coaster - 3. I Got To Go - 4. Hate To See You Go [Extended Version] - 5. Little Girl $0.99 - 6. Crazy For My Baby - 7. Can't Stop Loving You - 8. One More Chance With You - 9. Who - 10. Boom, Boom Out Go the Lights - 11. It Ain't Right - 12. Flying Saucer - 13. It's Too Late Brother - 14. Teenage Beat - 15. Take Me Back - 16. Just a Feeling - 17. Nobody But You - 18. Temperature [Version 1] - 19. Shake Dancer - 20. Everybody Needs Somebody - 21. Temperature [Alternate Take 1] - 22. Temperature [Alternate Take 2] - 23. Temperature [Take 30] - 24. Temperature [Take 35–38] - 25. Temperature [Version 2] - 26. Ah'w Baby - (alternate take) - 27. Ah'w Baby |

| CD 4: - 1. I'vee Had My Fun - (alternate take) - 2. I've Had My Fun [Alternate Take 2] - (previously unreleased) - 3. I've Had My Fun - 4. Tottle, The (The Toddle) - 5. Confessin' the Blues - 6. Key To the Highway - 7. Rock Bottom - 8. Rock Bottom - 9. Walkin' On (Rock Bottom Alternate) - 10. You Gonna Be Sorry (Someday Baby) [Take 5] - (previously unreleased) - 11. You Gonna Be Sorry (Someday Baby) - (previously unreleased) - 12. You Gonna Be Sorry (Someday Baby) - 13. One of These Mornings - 14. Baby - 15. My Baby is Sweeter - (alternate take) - 16. My Baby is Sweeter - 17. Crazy Mixed Up World - (alternate take) - 18. Crazy Mixed Up World - 19. Worried Life - (alternate take) - 20. Worried Life - 21. Everything's Gonna Be Alright [Take 1] - 22. Everything's Gonna Be Alright [Alternate Take 1] - 23. Everything's Gonna Be Alright [Alternate Take 2] - 24. Everything's Gonna Be Alright - 25. Mean Old Frisco - (alternate take) - 26. Mean Old Frisco | CD 5: - 1. Back Track - 2. One of These Mornings - 3. Blue and Lonesome - (alternate take) - 4. Blue and Lonesome - 5. Me and Piney Brown - 6. Break It Up - 7. Going Down Slow - 8. You're Sweet - 9. I Don't Play - 10. As Long As I Have You - 11. You Don't Know - 12. Just Your Fool - 13. Up the Line - 14. I'm a Business Man - 15. Dead Presidents - 16. Southern Feeling - 17. Back In the Alley - 18. I Feel So Bad [Take 1] - (previously unreleased) - 19. I Feel So Bad [Take 2] - (previously unreleased) - 20. Chicken Shack - 21. Feel So Bad* - 22. Make It Alright* - 23. Juke |

## Kritikerstimmen
- Record Collector (S. 86) -  "This magnificent retrospective spreads 126 tracks across five CDs and re-affirms why Little Walter has a special place in the blues pantheon." (Diese außergewöhnliche Retrospektive bringt 126 Titel auf fünf CDs und bestätigt, warum Little Walter einen speziellen Platz im Bluespantheon hat.)
- Living Blues (S. 66) - "Walter's consistently creative musicianship and heartfelt vocals make for a compelling uninterrupted listening..." (Walters Kreativität und sein tief empfundener Gesang führen zu einem überwältigenden Hörerlebnis.)[5]
- Reverend Keith A. Gordon(blues.about.com) - ...it is also an important historical document. The set provides a portrait of a musical genius in the prime...and decline...of his talent, and it's a worthwhile addition to the library of any serious blues collector. (...es ist auch ein wichtiges historisches Dokument. Es bringt ein Portrait eines musikalischen Genies am Höhepunkt und im Abstieg und es ist eine wertvolle Ergänzung der Sammlung von jedem ernsthaften Bluessammler.)